# ويستبوري (دائرة انتخابية في المملكة المتحدة)
ويستبوري (بالإنجليزية: Westbury)‏ هي إحدى الدوائر الانتخابية في المملكة المتحدة الممثلة في مجلس العموم في برلمان المملكة المتحدة.
عضو البرلمان الذي يمثلها حالياً هو :Dr Andrew Murrison (Con).
‌